# Grandson (district)
Het district Grandson (Frans: District de Grandson, Duits: Bezirk Grandson) was een administratieve eenheid binnen het kanton Vaud. De hoofdplaats is Grandson. Het district is in de cirkels (Frans: Cercle) Concise, Grandson en Sainte-Croix opgesplitst.
In 2008 is het District opgegaan in het nieuwe district Jura-Nord vaudois.
Het district bestaat uit 20 gemeenten, heeft een oppervlakte van 176,02 km² en heeft 12.740 inwoners (eind 2005).
| Bonvillars             | 425 | 7,54  |
| Concise                | 716 | 11,41 |
| Corcelles-près-Concise | 280 | 4,09  |
| Fontanezier            | 67  | 3,73  |
| Mutrux                 | 139 | 3,21  |
| Onnens                 | 445 | 5,13  |
| Provence               | 382 | 31,79 |

| Champagne              | 713  | 3,93 |
| Fiez                   | 369  | 6,83 |
| Fontaines-sur-Grandson | 134  | 7,86 |
| Giez                   | 364  | 4,78 |
| Grandevent             | 176  | 3,46 |
| Grandson               | 2889 | 7,89 |
| Mauborget              | 96   | 5,50 |
| Novalles               | 94   | 2,05 |
| Romairon               | 43   | 4,89 |
| Vaugondry              | 40   | 0,84 |
| Villars-Burquin        | 506  | 4,81 |

| Bullet       | 566  | 16,85 |
| Sainte-Croix | 4296 | 39,43 |

Aigle · Broye-Vully · Gros-de-Vaud · Jura-Nord vaudois · Lausanne · Lavaux-Oron · Morges · Nyon · Ouest lausannois · Riviera-Pays-d'Enhaut

Voormalige districten: Aubonne · Avenches · Cossonay · Echallens · Grandson · La Vallée · Lavaux · Moudon · Orbe · Oron · Payerne · Pays-d'Enhaut · Rolle · Vevey · Yverdon